# Брати Дарденн
Брати Дарденн — дует бельгійських кінорежисерів, що є сценаристами, продюсерами і режисерами своїх фільмів.
Старший з братів — Жан-П'єр Дарденн (фр. Jean-Pierre Dardenne; справжнє ім'я — Карл Хігганс; нар. 21 квітня 1951, Анжі (Engis), Бельгія). Молодший — Люк Дарденн (фр. Luc Dardenne; справжнє ім'я — Ерік Хігганс; нар. 10 березня 1954, Авір (Awirs), Бельгія).

## Біографія
Брати Дарденн виросли в промисловому передмісті Льєжа — Серені. Жан-Поль Сартр описує його у «Критиці діалектичного розуму» як ілюстрацію протиріч капіталізму, де жителі боролися, щоб значно поліпшити свої умови життя.
Як студент театрального мистецтва в Інституті мистецтва мовлення (Institut des arts de diffusion, Брюссель) Жан-П'єр Дарденн зустрівся з режисером і поетом Армандом Гатті, який дозволив йому і його братові Люкові, стати помічниками у його театральних експериментах: «Колона Дурруті» (La colonne Durruti) і «Ковчег Аделіни» (L'Arche d'Adelin), а потім у його фільмі «Nous étions tous des noms d'arbres».

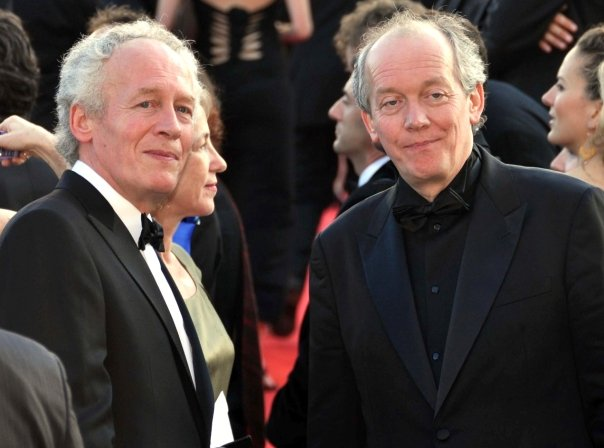
Брати Дарденн. 2014

## Громадська позиція
У 2018 підтримали українського режисера Олега Сенцова, незаконно ув'язненого у Росії

## Фільми зняті братами Дарденн
- 1996: «Обіцянка», (фр. La Promesse Rosetta)
- 1999: «Розетта», (фр. Rosetta)
- 2002: «Син», (фр. Le Fils)
- 2005: «Дитина», (фр. L'enfant)
- 2008: «Мовчання Лорни», (фр. Le Silence de Lorna)
- 2011: «Хлопчик з велосипедом», (фр. Le Gamin au vélo)
- 2014: «Два дні, одна ніч», (фр. Deux jours, une nuit)
- 2016: «Невідома», (фр. La Fille inconnue)
- 2019: «Молодий Ахмед» (фр. Le jeune Ahmed)
- 2022: «Торі та Локіта» (фр. Tori et Lokita)